# Институт биологических проблем Севера ДВО РАН
Институт биологических проблем Севера ДВО РАН — институт Дальневосточного Отделения Академии Наук, организованный в 1972 году. Расположен в Магадане.

## Общие сведения
Основными направлениями научной деятельности Института является выполнение фундаментальных научных исследований в направлении изучения биологического разнообразия на территории Северо-Востока Азии,
изучения функционирования, принципов организации и адаптивных стратегий северных популяций, сообществ и экосистем, разработка научных основ охраны, воспроизводства и рационального использования биологических ресурсов Севера.

## История
Основы института были заложены в 1968 году, когда в составе Северо-Восточного комплексного НИИ (СВКНИИ) СО АН СССР создан Отдел биологических проблем Севера, состоящий из лаборатории зоологии и паразитологии и лаборатории физиологии. В 1972 Отдел преобразовали в самостоятельный Институт (в тот момент в нём было уже 9 лабораторий)
Директорами в разные годы были:
- Витаутас Леонович Контримавичус — директор-организатор, член-корреспондент АН СССР, д.б.н. — с 1968 по 1982 г.
- Георгий Петрович Краснощеков, д.б.н. — с 1982 по 1986 г.
- Анатолий Георгиевич Назаров, д.б.н. — с 1986 по 1987 г.
- Асылбек Акматбекович Айдаралиев, д.м.н. — с 1988 по 1992 г.
- Феликс Борисович Чернявский, д.б.н. — с 1993 по 2005 г.
- Игорь Александрович Черешнев, член-корреспондент, д.б.н. — с 2005 по 2013 г.

С 1970 по настоящее время на острове Айопэчан (Чаунская губа, ЧАО) действовует биологическая станция Института биологических проблем Севера ДВО РАН.

## Научные подразделения
В институте работают лаборатории:
- Генетики (образована в 1976 году; зав.лаб. Малярчук Борис Аркадьевич, д.б.н.)
- Экологии млекопитающих (образована в 1971 году; зав.лаб. Докучаев Николай Евгеньевич, д.б.н.)
- Орнитологии (образована в 1976 году; зав.лаб. Андреев Александр Владимирович, д.б.н.)
- Экологии гельминтов (образована в 1968 году; зав.лаб. Атрашкевич Геннадий Иванович, к.б.н.)
- Биоценологии (образована в 1974 году; зав.лаб. Булахова Нина Антоновна, к.б.н.)
- Ихтиологии (образована в 1970 году; зав.лаб. Шестаков Александр Викторович, к.б.н.)
- Ботаники (образована в 1998 году; зав.лаб. Полежаев Алексей Николаевич, д.б.н.)

## Сотрудники института

### Дирекция
- С 2013 и. о. директора: д.б.н. Радченко Ольга Аркадьевна[4][5]
- Заместитель директора по научной работе: к.б.н. Кондратьев Александр Владимирович
- Учёный секретарь: к.б.н. Хаменкова Елена Владимировна[6]